# Sollevamento pesi ai Giochi della XXVIII Olimpiade - 69 kg maschile

## Risultati
| Pos | Atleta                | Nazione        | Strappo (kg) | Slancio (kg) | Totale (kg) |
| --- | --------------------- | -------------- | ------------ | ------------ | ----------- |
| 1   | Zhang Guozheng        | Cina           | 160.0        | 187.5        | 347.5       |
| 2   | Lee Bae-young         | Corea del Sud  | 152.5        | 190.0        | 342.5       |
| 3   | Nikolaj Pešalov       | Croazia        | 150.0        | 187.5        | 337.5       |
| 4   | Turan Mirzəyev        | Azerbaigian    | 147.5        | 185.0        | 332.5       |
| 5   | Vencelas Dabaya       | Camerun        | 145.0        | 182.5        | 327.5       |
| 6   | Sjarhej Laŭrėnaŭ      | Bielorussia    | 147.5        | 170.0        | 317.5       |
| 7   | Romuald Ernault       | Francia        | 142.5        | 165.0        | 307.5       |
| 8   | Yukio Peter           | Nauru          | 135.0        | 167.5        | 302.5       |
| 9   | Stănel Stoica         | Romania        | 142.5        | 160.0        | 302.5       |
| 10  | Kuo Cheng-wei         | Taipei cinese  | 132.5        | 165.0        | 297.5       |
| 11  | Julio Idrovo          | Ecuador        | 140.0        | 155.0        | 295.0       |
| 12  | Abdul Mohsen Al-Bagir | Arabia Saudita | 127.5        | 160.0        | 287.5       |
| —   | Mehdi Panzvan         | Iran           | 147.5        | —            | DNF         |
| —   | Suriya Dattuyawat     | Thailandia     | 137.5        | —            | DNF         |
| —   | Miroslav Janíček      | Slovacchia     | 125.0        | —            | DNF         |
| —   | Jafar Al-Bagir        | Arabia Saudita | —            | —            | DNF         |
| —   | Youssef Sbai          | Tunisia        | —            | —            | DNF         |